# کنث گیلبرت
کنث گیلبرت (انگلیسی: Kenneth Gilbert؛ ‏ ۲۴ ژوئن ۱۹۳۱ – ۲۹ اکتبر ۲۰۱۵) بازیگر اهل بریتانیا بود.
از فیلم‌ها یا مجموعه‌های تلویزیونی که وی در آن‌ها نقش داشته‌است، می‌توان به خانه پوشالی، دکتر هو و پوآرو اشاره نمود.